# Picador

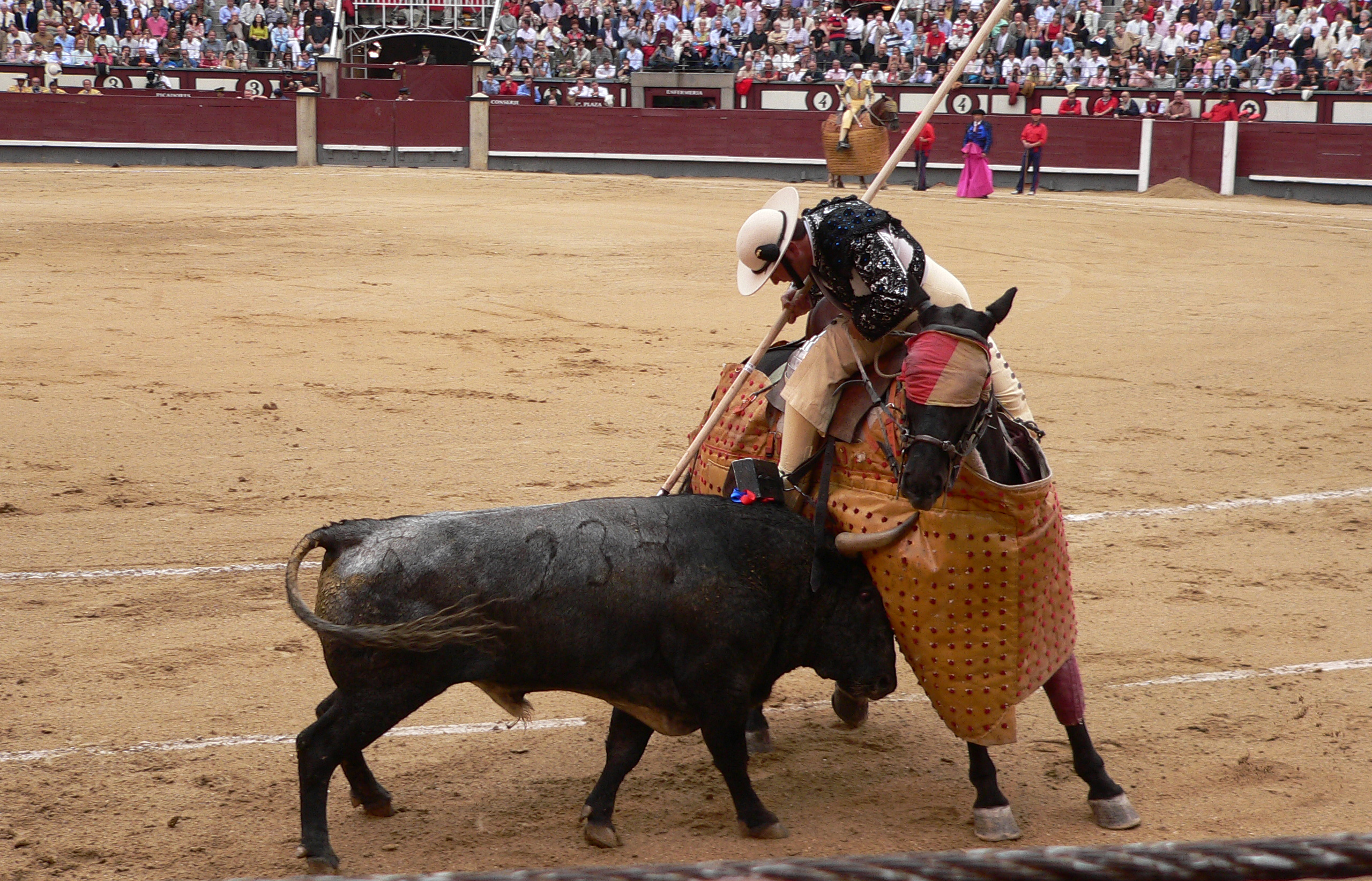
Picador (Las Ventas, Madrid).

Il picador è una delle figure fondamentali della corrida. Si tratta di un cavaliere montato su un caballo de picar, un cavallo pesante e di grandi dimensioni, specificamente addestrato e bardato in maniera caratteristica. Il suo compito è quello di preparare il toro durante il tercio de varas perché il torero possa affrontarlo nelle fasi successive. Ciò consiste principalmente nel provocarne le cariche, conficcandogli nel contempo la punta di 9 cm di lunghezza della vara de picar, una particolare picca lunga 2 metri e 80 centimetri, con il manico impercettibilmente ricurvo in legno di frassino, nei muscoli del collo, per far sì che le ferite lo costringano poi a caricare (embestir) senza mai sollevare la testa al disopra della linea del dorso, il che dà al torero la possibilità di ucciderlo con la spada.
Il picador è, insieme al torero, l'unica figura tra quelle che prendono parte a una corrida a indossare abiti con ricami in oro; ciò è dovuto al fatto che nelle corride più antiche il ruolo predominante era svolto dagli uomini a cavallo più che dai toreri a piedi.
Indossa un cappello a tesa larga e rotonda, un tempo preparato con pelle di castoro, oggi perlopiù confezionato in feltro. Alla gamba destra, che viene offerta al toro, sotto i pantaloni indossa la gregoriana, un'armatura metallica che racchiude tutto l'arto, piede compreso, fino a metà coscia, con snodo al ginocchio, così chiamata dal nome del picador Gregorio che per primo la introdusse; la gamba sinistra, che si trova sul lato del cavallo opposto rispetto a quello presentato al toro, è invece protetta da un semplice parastinchi rigido (mona) e il piede calza uno stivaletto robusto. Il piede sinistro deve essere libero perché è l'unico dei due a portare uno sperone, indispensabile per impartire i comandi al cavallo.
I picadores sono sempre presenti nelle vere corridas de toros, mentre possono essere assenti nelle novilladas, le corride in cui protagonisti sono toreri che non hanno ancora raggiunto il massimo grado ei tori sono più giovani e meno pesanti (novillos), nel qual caso si parla di novillada sin picadores.
I picadores accedono alla plaza de toros sempre in numero di due, posizionandosi l'uno di fronte all'altro, in prossimità della barrera, il recinto in legno dipinto di rosso che borda il ruedo, cioè la parte dell'arena dove si svolge il combattimento.